# Schansspringen op de Olympische Winterspelen 2022
Schansspringen was een van de sporten die beoefend werden tijdens de Olympische Winterspelen 2022 in Peking. De wedstrijden vonden plaats in het National Ski Jumping Centre in Zhangjiakou. Nieuw op het programma stond het onderdeel gemengde landenwedstrijd.

## Wedstrijdschema
| Datum                | Lokale tijd | MET   | Mannen                   | Vrouwen                  |
| -------------------- | ----------- | ----- | ------------------------ | ------------------------ |
| vrijdag 4 februari   | 20:00       | 13:00 | Openingsceremonie        | Openingsceremonie        |
| zaterdag 5 februari  | 14:20       | 07:20 | Normale schans (Q)       |                          |
| zaterdag 5 februari  | 18:45       | 11:45 |                          | Normale schans           |
| zondag 6 februari    | 19:00       | 12:00 | Normale schans           |                          |
| maandag 7 februari   | 19:45       | 12:45 | Gemengde landenwedstrijd | Gemengde landenwedstrijd |
| vrijdag 11 februari  | 19:00       | 12:00 | Grote schans (Q)         |                          |
| zaterdag 12 februari | 19:00       | 12:00 | Grote schans             |                          |
| maandag 14 februari  | 19:00       | 12:00 | Landenwedstrijd          |                          |
| zondag 20 februari   | 20:00       | 13:00 | Sluitingsceremonie       | Sluitingsceremonie       |

## Medailles

### Mannen
| Onderdeel       | Goud                                                         | Goud  | Zilver                                              | Zilver | Brons                                                                     | Brons |
| --------------- | ------------------------------------------------------------ | ----- | --------------------------------------------------- | ------ | ------------------------------------------------------------------------- | ----- |
| Normale schans  | Ryoyu Kobayashi Japan                                        | 275,0 | Manuel Fettner Oostenrijk                           | 270,8  | Dawid Kubacki Polen                                                       | 265,9 |
| Grote schans    | Marius Lindvik Noorwegen                                     | 296,1 | Ryoyu Kobayashi Japan                               | 292,8  | Karl Geiger Duitsland                                                     | 281,3 |
| Landenwedstrijd | Oostenrijk Stefan Kraft Daniel Huber Jan Hörl Manuel Fettner | 942,7 | Slovenië Lovro Kos Cene Prevc Timi Zajc Peter Prevc | 934,4  | Duitsland Constantin Schmid Stephan Leyhe Markus Eisenbichler Karl Geiger | 922,9 |

### Vrouwen
| Onderdeel      | Goud                  | Goud  | Zilver                      | Zilver | Brons                 | Brons |
| -------------- | --------------------- | ----- | --------------------------- | ------ | --------------------- | ----- |
| Normale schans | Urša Bogataj Slovenië | 239,0 | Katharina Althaus Duitsland | 236,8  | Nika Križnar Slovenië | 232,0 |

### Gemengd
| Onderdeel       | Goud                                                     | Goud   | Zilver                                                                        | Zilver | Brons                                                                         | Brons |
| --------------- | -------------------------------------------------------- | ------ | ----------------------------------------------------------------------------- | ------ | ----------------------------------------------------------------------------- | ----- |
| Landenwedstrijd | Slovenië Nika Križnar Timi Zajc Urša Bogataj Peter Prevc | 1001,5 | Russische ploeg Irma Machinja Danil Sadrejev Irina Avvakoemova Jevgeni Klimov | 890,3  | Canada Alexandria Loutitt Matthew Soukup Abigail Strate MacKenzie Boyd-Clowes | 844,6 |

### Medaillespiegel
| Plaats | Land            | NOC    | Goud | Zilver | Brons | Totaal |
| ------ | --------------- | ------ | ---- | ------ | ----- | ------ |
| 1      | Slovenië        | SLO    | 2    | 1      | 1     | 4      |
| 2      | Oostenrijk      | AUT    | 1    | 1      | 0     | 2      |
| 3      | Japan           | JPN    | 1    | 1      | 0     | 2      |
| 4      | Noorwegen       | NOR    | 1    | 0      | 0     | 1      |
| 5      | Duitsland       | GER    | 0    | 1      | 2     | 3      |
| 6      | Russische ploeg | ROC    | 0    | 1      | 0     | 1      |
| 7      | Canada          | CAN    | 0    | 0      | 1     | 1      |
| 7      | Polen           | POL    | 0    | 0      | 1     | 1      |
| Totaal | Totaal          | Totaal | 5    | 5      | 5     | 15     |